# Некрофобія
Некрофобія (від грец. νεκρός — мертвий і φόβος — страх) — хворобливий стан (фобія), який полягає у тому, що людина патологічно боїться мертвих речей (наприклад, трупів), а також всього того, що пов'язане зі смертю (труни, надгробки).

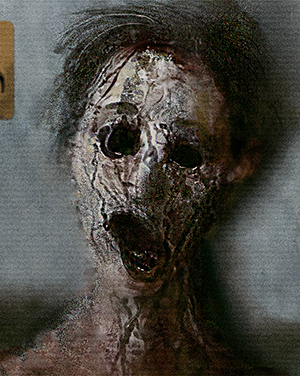

Симптоми включають в себе задишку, прискорене дихання, нерегулярне серцебиття, пітливість, сухість у роті, психологічну нестійкість і взагалі відчуття страху і трепету.
Хворі можуть також відчувати ці відчуття, коли щось викликає в них страх, наприклад, близька зустріч з мертвою твариною або похорони близької людини. Страх може проявлятися у важкому стані. Варіанти лікування включають мед. засоби і терапію.

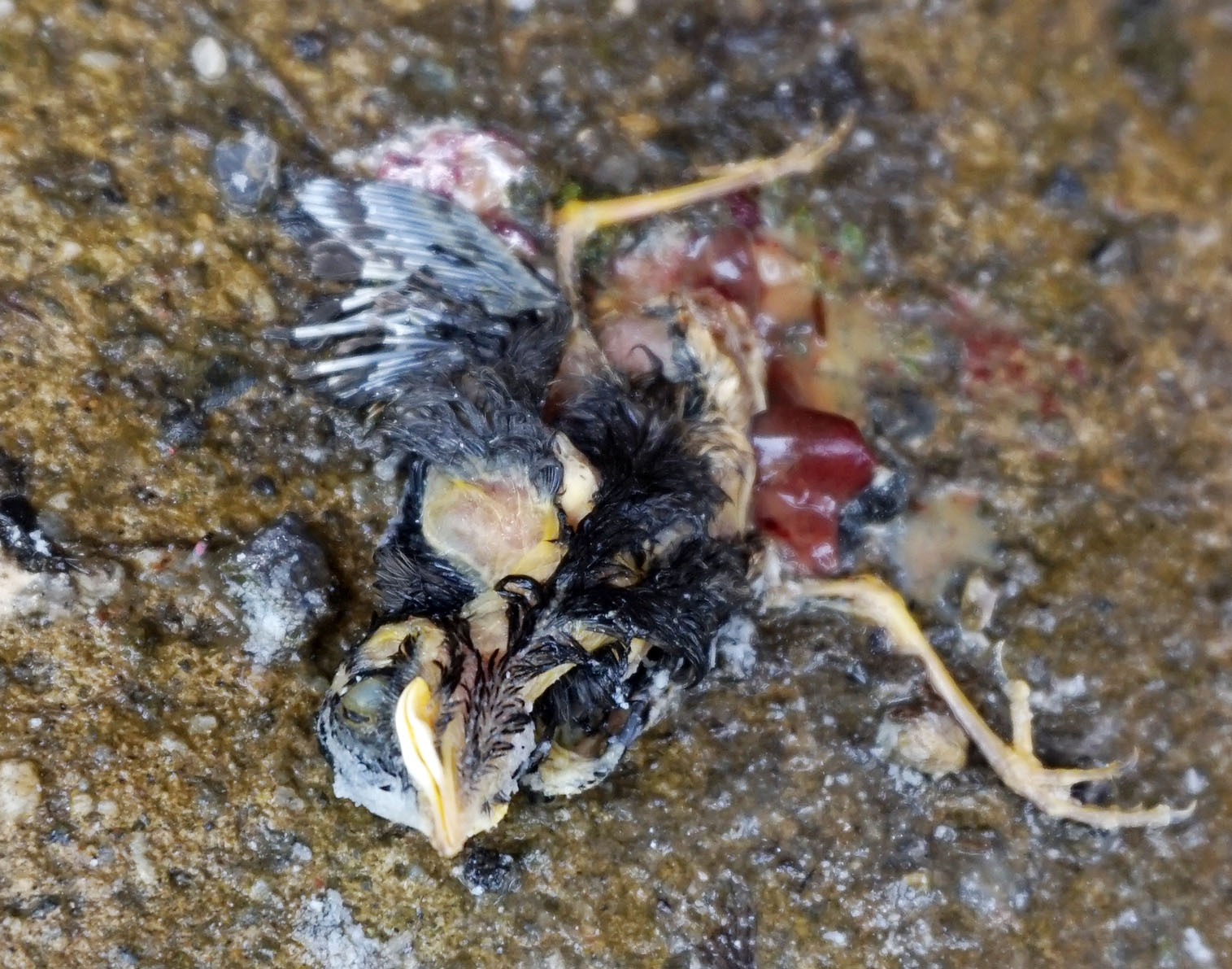

 Мертвий птах

## Танатофобія
Подібно некрофобіі, танатофобія є більш конкретним страхом самої смерті. Назва походить від грец. θάνατος — танатос — уособлення смерті. Люди, які страждають від танатофобії настільки сильно заклопотані смертю, що це починає впливати на їх повсякденне життя.
Розроблено багато теорії для пояснення психологічного феномену танатофобії з метою допомогти страждаючим впоратися з нею. Кожна теорія пропонує різні точки зору на природу людського існування, процес смерті і сенс людського життя.